# Polisportiva Manlio Cavagnaro 1940-1941
Questa voce raccoglie le informazioni riguardanti la Polisportiva Manlio Cavagnaro nelle competizioni ufficiali della stagione 1940-1941.

## Rosa
| N. |                   | Ruolo | Calciatore            |
| -- | ----------------- | ----- | --------------------- |
|    | Italia (bandiera) | D     | Armando Argenti       |
|    | Italia (bandiera) | D     | Agostino Bertolotto   |
|    | Italia (bandiera) | C     | Vittorio Bulla        |
|    | Italia (bandiera) | C     | Angelo Canepa         |
|    | Italia (bandiera) | C     | Vinicio Clavarino     |
|    | Italia (bandiera) | D     | Guido Cornara         |
|    | Italia (bandiera) | A     | Tullio Costa          |
|    | Italia (bandiera) | A     | Mario Dalqui          |
|    | Italia (bandiera) | C     | Bruno De Negri        |
|    | Italia (bandiera) | A     | Attilio Fossati (III) |
|    | Italia (bandiera) | C     | Antonio Lucchese      |
|    | Italia (bandiera) | D     | I. Manfredini         |

| N. |                   | Ruolo | Calciatore           |
| -- | ----------------- | ----- | -------------------- |
|    | Italia (bandiera) | A     | Ivo Manzi            |
|    | Italia (bandiera) | P     | Cristofero Narizzano |
|    | Italia (bandiera) | D     | Mario Nervi          |
|    | Italia (bandiera) | A     | Luigi Pantani        |
|    | Italia (bandiera) | A     | Ettore Pesce         |
|    | Italia (bandiera) | D     | Bruno Piccone        |
|    | Italia (bandiera) | P     | Pier Luigi Rossi     |
|    | Italia (bandiera) | C     | Dino Sabattini       |
|    | Italia (bandiera) | C     | Bruno Solari         |
|    | Italia (bandiera) | D     | Luciano Testa        |
|    | Italia (bandiera) | C     | Giovanni Vanara      |